# Makrosprache (ISO 639)
Makrosprache ist eine Sprachkategorie innerhalb der Norm ISO 639-3, ihr gegenüber steht die Kategorie Einzelsprache. ISO 639-3 weist etwa 7300 lebenden und bekannten ausgestorbenen Sprachen eine Kennung aus drei Buchstaben zu, die Norm wird vom SIL verwaltet. Danach sind Makrosprachen Zusammenfassungen von genetisch nah verwandten Varietäten, die bisher nur als Einzelsprachen aufgeführt wurden, deren „Zusammenfassung zu einer größeren Einheit als ‚Makrosprache‘ allerdings unter bestimmten Aspekten sinnvoll erscheint“. Dazu heißt es in Ethnologue 2009: „Die Makrosprachen werden als [Gruppe] ähnlicher oder nahe verwandter Einzelsprachen bestimmt, welche in einigen Verwendungszusammenhängen [der Norm ISO 639-3] wie eine [gemeinsame] Einzelsprache betrachtet werden können.“ Insgesamt werden in der 16. Auflage von Ethnologue (2009) 55 Makrosprachen gemäß ISO 639-3 angeführt.
Der Begriff Makrosprache darf auf keinen Fall mit dem Begriff Makrofamilie verwechselt werden. Eine gewisse Nähe besteht aber zum Begriff der Dachsprache und in bestimmten Fällen zur Dialektgruppe.

## Kriterien für Makrosprachen
Die Grundvoraussetzung für die Zusammenfassung von Einzelsprachen zu einer Makrosprache ist die enge genetische Verwandtschaft der Einzelsprachen. Darüber hinaus muss mindestens eins der folgenden Kriterien erfüllt sein (siehe auch den unten angegebenen Weblink):
- die Existenz eines klassischen Standards, der von den Sprechern mehrerer nahverwandter Einzelsprachen verstanden oder zumindest als Quelle dieser Einzelsprachen erkannt wird (z. B. die arabische Sprache, die in über 30 moderne gesprochene Varietäten zerfällt, aber auch einen gemeinsamen Standard und eine klassische Grundsprache – das Arabische des Korans – besitzt)
- die Existenz eines gemeinsamen Schriftstandards, der dann allerdings nur selten eine Alphabetschrift sein kann (z. B. das Chinesische, das sich als Makrosprache aus etwa zehn Einzelsprachen – oder Hauptdialektgruppen – zusammensetzt, die alle eine gemeinsame Schrift verwenden, diese aber sehr unterschiedlich sprachspezifisch lesen; die chinesischen Einzelsprachen sind in gesprochener Form wechselseitig nicht verständlich)
- die Tatsache weitgehender linguistischer Identität von Sprachvarietäten, die aus politischen Gründen eine getrennte Entwicklung durchlaufen (z. B. Serbo-Kroatisch als Makrosprache mit den Einzelsprachen Kroatisch, Serbisch und Bosnisch)
- Gruppenbildung bei nah verwandten Sprachen, die in der Fachliteratur eher als genetische Einheit mehrerer Einzelsprachen gelten, zuweilen aber aus anderer (politischer, ethnischer) Perspektive als eine „Sprache“ aufgefasst werden (z. B. Rajasthani, das als Makrosprache die indoarischen Einzelsprachen Bagri, Gade Lohar, Gujari, Hadothi, Malvi und Wagdi umfasst)
- Dazu kommen Fälle einer revidierten Einschätzung von Dialekten als eigenständige Sprachen durch das SIL. Sprachen, die in der Fachliteratur einer Dialektgruppe zugeordnet worden waren, wurden in einigen Fällen zu einer „Makrosprache“ zusammengefasst – z. B. Zapotekisch wird in Ethnologue in fast 60 Einzelsprachen aufgespalten, die nach üblicher linguistischer Einschätzung alle Dialekte einer Sprache oder Dialektgruppe, nämlich des Zapotekischen sind. Nach der Erfassung der Einzelsprachen wurde zusätzlich die Makrosprache Zapotekisch eingeführt, die die Dialektgruppe als Ganzes umfasst.

## Kritik
Das Konzept der Makrosprachen wird in seiner bisherigen Durchführung als uneinheitlich und inkonsistent kritisiert. Insbesondere die Zusammenfassung von Dialekten zu einer „Makrosprache“ verhülle nur die bisherige Fehleinschätzung durch das SIL. Leider würden solche offensichtlichen Dialekte keineswegs durchgehend zu Makrosprachen zusammengefasst. Beispielsweise sei Deutsch nach wie vor keine Makrosprache, unter Deutschland führt Ethnologue in seiner Ausgabe 2009 die Sprachen Bairisch, Kölsch, Mainfränkisch, Pfälzisch, Schwäbisch, und diverse andere an, jedoch ohne die Varietäten Schweizer Hochdeutsch, österreichisches Standarddeutsch, Bundesdeutsches Hochdeutsch und so fort, oder von Millionen gesprochene Regiolekte, wie Berlinerisch, Rheinisch, Ruhrdeutsch und weitere zu berücksichtigen. Auch Italienisch wurde nicht als Makrosprache etabliert, einige wenige seiner zahlreichen Dialekte werden weiterhin als Einzelsprachen geführt.
Die Definition von bisherigen genetischen Einheiten eigenständiger Sprachen als Makrosprache erfolgt scheinbar willkürlich (z. B. beim Rajasthani, Lahnda, Bikol, Hmong, Luyia), dagegen in vielen anderen sehr ähnlich gelagerten Fällen sogar in derselben Sprachfamilie nicht.
In einigen Fällen werden willkürlich einige Dialekte einer allgemein als „Sprache“ angesehenen Einheit zu Makrosprachen zusammengefasst, z. B. die Inuit-Dialekte „Eastern Canadian Inuktitut“ und „Western Canadian Inuktitut“ zur sogenannten Makrosprache Inuktitut, das aber zusammen mit dem Inupiaq (nun ebenfalls „Makrosprache“) und dem Grönländischen die Sprache Inuit ausmacht.
Bei der Zusammenfassung zu Makrosprachen kann es wie bei der malaiischen Sprache zu Namenskonflikten kommen. Während der veraltete Code mly die Einzelsprache bezeichnete, steht msa für den Eintrag des Malaiischen als Makrosprache. Um Verwechslungen auszuschließen, müssen die Benennungen dieser Einträge einen qualifizierenden Zusatz erhalten. Das Beispiel Malaiisch zeigt eine Zusammenfassung teilweise sehr heterogener Sprachen, die unter keinem anderen Aspekt als dem der gemeinsamen Herkunft zusammengefasst werden können.
Insgesamt ist festzustellen, dass das Konzept der Makrosprachen in ISO 639-3 und Ethnologue 2009 uneinheitlich gehandhabt wird, so dass es für einige Anwendungen mehr Probleme aufwirft als löst. So wird gefordert, bevor neue Sprachencodes und Sprachkategorien geschaffen werden (gearbeitet wird an Codes für genetische Einheiten jeder Stufe), sollte die Einstufung von Varietäten als Sprache oder Dialekt gründlich überarbeitet und einem üblichen sprachwissenschaftlichen Standard angepasst werden und nach Ausscheidung „zahlloser“ Dialekte gäbe es sicherlich einige sinnvolle Gruppierungen, die man als Makrosprache definieren könne, vor allem bei politisch bedingten oder staatlichen Aufsplitterungen. Problematisch an solchen Vorschlägen ist, dass es keine Einigkeit oder Einheitlichkeit bei übergreifenden sprachwissenschaftlichen Standards der Unterscheidung gibt und politisch bedingte Aufteilungen mit sprachwissenschaftlichen Kriterien zu vermischen leicht zu problematischen Ergebnissen führen und Kontroversen provozieren könnte.
Auf der Basis der ISO 639-2 wird auch die ISO 639-5 (Sprachengruppen) erweitert. Es könnte ein Weg für die Zukunft sein, die Makrosprachen aus der ISO 639-3 auszugliedern und in die ISO 639-5 zu überführen.

## Beispiele für Makrosprachen nach ISO 639-3
Das Zeichen „<“ bedeutet „zusammengesetzt aus den Einzelsprachen“.
- Akan aka < Fante, Twi
- Arabisch ara < alle modernen arabischen Umgangssprachen, außerdem Standardarabisch
- Aymara aym < Süd-, Zentral-Aymara
- Aserbaidschanisch aze < Süd-, Nord-Aserbaidschanisch
- Belutschi bal < Süd-, West-, Ost-Belutschi
- Burjatisch bua < Mongolisch-, Chinesisch-, Russisch-Burjatisch
- Mari chm < Ost-, West-Mari
- Cree cre < Südost-, Nordost-, Plains-, Moose-, Swampy-, Woods-Cree
- Delaware del < Munsee, Unami
- Slave den < Nord-, Süd-Slavey
- Dinka din < Südzentral-, Südwest-, Nordost-, Nordwest-, Südost-Dinka
- Dogri doi < Dogri, Kangri
- Estnisch est < Standard-Estnisch, Viru
- Persisch fas < West-Farsi, Dari
- Fulfulde ful < Maasina-, Adamawa-, Borgu-, West-Niger-, Bagimi-, Zentral-Ost-Niger-, Nigeria-Fulfulde, Pulaar, Pular
- Serbo-Kroatisch hbs < Bosnisch, Kroatisch, Serbisch
- Hmong hmn < sämtliche 25 Hmong-Sprachen
- Inuktitut iku < Ost-, West-Kanada-Inuktitut
- Inupiaq ipk < Nord-, Nordwest-Alaska-Inupiatun
- Kalenjin kln < Markweeta, Keiyo, Nandi, Okiek, Pökoot, Kipsigis, Sabaot, Terik, Tugen
- Komi kom < Permjakisch, Syrjänisch
- Kurdisch kur < Kurmandschi, Sorani, Südkurdisch
- Lahnda lah < Süd-Hindko, Nord-Hindko, Jakati, Pahari-Potwari, Mirpur, Panjabi, West-Panjabi, Siraiki, Chetrani
- Malaiisch msa < 36 regionale Malai- und Para-Malai-Sprachen inkl. Malaiisch als Einzelsprache zlm und Malaysisch zsm
- Norwegisch nor < Nynorsk, Bokmål
- Quechua que < sämtliche 44 Quechua-Sprachen
- Rajasthani raj < Bagri, Gade Lohar, Gujari, Hadothi, Malvi, Wagdi
- Albanisch sqi < Arbereshe-, Arvantika-, Gheg-, Tosk-Albanisch
- Swahili swa < Swahili (Einzelsprache), Kongo-Swahili
- Syrisch syr < Assyrisch-Neuaramäisch, Chaldäisch-Neuaramäisch (die anderen Sprachen dieser genetischen Einheit fehlen, siehe aramäische Sprachen)
- Zapotekisch zap < sämtliche 58 lokalen Dialekte des Zapotekischen
- Zhuang zha < umfasst nördliche und zentrale Tai-Sprachen (zwei genetische Einheiten innerhalb des Tai)
- Chinesisch zho < Mandarin inkl. Hochchinesisch; Min Dong, Jinyu, Pu-Xian, Huizhou, Min Zhong, Gan, Hakka, Xiang, Min Bei, Min Nan, Wu, Yue. – Dunganisch, eine Varietät des Mandarin in Mittelasien, zählt aus soziolinguistischen Gründen nicht zu dieser Makrosprache
- Zazaki zza < Dimli, Kirmandschki

Die vollständige Liste mit den Codes für die Einzelsprachen ist dem unten angegebenen Weblink zu entnehmen.